# وكالة أنباء الشرق الأوسط
وكالة أنباء الشرق الأوسط (أ.ش.أ) (بالإنجليزية: MENA)‏ هي وكالة الأنباء الرسمية المصرية، تقدم خدماتها الفنية من خلال ثلاثة أقمار اصطناعية هي نايل سات، عرب سات وهوت بيرد، وتبث الوكالة يوميًا وطوال أربع وعشرين ساعة ما يقارب ربع مليون كلمة باللغات العربية والإنجليزية والفرنسية، وتصل خدماتها الإخبارية إلى جميع أنحاء العالم. ترتبط وكالة أنباء الشرق الأوسط بعقود تعاون وتبادل إخباري مع خمس وعشرين وكالة أنباء عربية وإقليمية ودولية، كما أنها عضو مؤسس في وكالة الأنباء الإسلامية، ووكالة الأنباء الأفريقية، ومجمع وكالات أنباء دول عدم الانحياز، واتحاد وكالات الأنباء العربية، ورابطة وكالات أنباء البحر المتوسط. ويتلخص عمل الوكالة في الحصول على الأنباء والأخبار من مختلف المصادر في الداخل والخارج وبثها وتسويقها باعتبارها وكالة أنباء إقليمية، وإعداد المواد الصحفية المختلفة من تحقيقات وصور وأبحاث ودراسات وتسويقها، وإصدار النشرات الإخبارية المتخصصة باللغة العربية، وتقديم الخدمات الإخبارية الخاصة لوكالات الأنباء العالمية ولمراسلي وسائل الإعلام المقيمين بالعاصمة المصرية القاهرة وغيرها.

## نبذة تاريخية
تأسست وكالة أنباء الشرق الأوسط في15 ديسمبر 1955 كشركة مساهمة تملكها دور الصحف المصرية، وبرأس مال لم يتجاوز في ذلك الوقت 20 ألف جنيه مصري، وبعد عدة أشهر قامت الحكومة المصرية بشراء 50% من رأس مال الوكالة، وفي 8 فبراير 1956 صدر قرار مجلس الوزراء المصري بإنشاء الوكالة رسمياً، وفي 28 فبراير من نفس العام بدأت توزيع أولى نشراتها بالرونيو وباللغة العربية فقط، وفي 16 إبريل 1956 بدأت الوكالة بث نشراتها على أجهزة التيكرز كأول وكالة إقليمية في الشرق الأوسط، وفي عام 1960 صدر قرار بتأميم الوكالة مع باقي المؤسسات الصحفية التي تم تأميمها بعد قيام ثورة يوليو؛ وأصبحت تتبع وزارة الإعلام حتى استقر وضعها عام 1978 كمؤسسة صحفية قومية تتبع مجلس الشورى المصري مثلها في ذلك مثل باقي المؤسسات الصحفية القومية.

## خدمات الوكالة

### الخدمات الإخبارية
تقدم وكالة أنباء الشرق الأوسط ست خدمات إخبارية في وقت واحد، تبث كل منها خدماتها طوال 24 ساعة يومياً على الأقل،
- النشرة العربية المحلية: وهي موجهة إلى المشتركين داخل مصر، وتركز على تغطية مختلف جوانب النشاط السياسي، الاجتماعي، الاقتصادي، الثقافي، والرياضي، مع التغطية الشاملة لأهم الأخبار والأحداث العربية والشرق أوسطية والعالمية.
- النشرة العربية الخارجية: وهي موجهة للمشتركين خارج مصر، وتركز على تقديم تغطية لأهم الأخبار والأحداث في مصر فضلاً على التركيز على الأحداث والتطورات في العالم العربي ومنطقة الشرق الأوسط والتغطية الواسعة للأحداث العالمية.
- النشرتين الأنجليزية والفرنسية: وتقدمان أهم ما تبثه الوكالة باللغة العربية من ترجمته إلى اللغة الإنجليزية واللغة الفرنسية، وهما موجهتان إلى المشتركين الناطقين بالإنجليزية والفرنسية داخل مصر وخارجها.
- النشرة الدولية الخاصة: وهي نشرة تهتم بالأخبار السياسية في المنطقة العربية ومنطقة الشرق الأوسط وتتضمن أخباراً خاصة اعتمادا على مصادر مختلفة واختيارات معينة.
- النشرة الاقتصادية: وهي نشرة يومية تبث باللغة العربية، من التاسعة صباحاً وحتى العاشرة مساءً، وتتضمن أهم الأخبار الاقتصادية في مصر والعالم وأسعار العملات وحركة أسواق المال والبنوك.

### الخدمات الصحفية
تقوم الوكالة بإعداد مجموعة متنوعة من التحقيقات الصحفية المصورة تغطى مختلف مجالات تصوير الحياة الثقافية والفنية والعلمية والرياضية والتاريخية داخل مصر وخارجها، كما تزود المؤسسات الصحفية والإعلامية المصرية والأجنبية بصور الأحداث المهمة في مصر. بالإضافة لذلك تصدر الوكالة مجموعة من النشرات المتخصصة المطبوعة مثل:
- نشرة C.P.R وهي نشرة تصدر يومياً باللغة الإنجليزية، وتقدم للقارئ غير الناطق بالعربية موجزاً لأهم الأخبار والتعليقات المنشورة في الصحف الصادرة في مصر، وتوزع هذه النشرة على السفارات والمكاتب الصحفية والمؤسسات الأجنبية بالقاهرة نظير اشتراك خاص.
- المجلة الاقتصادية M.E.N وهي نشرة تصدر أسبوعياً باللغة الإنجليزية، وتقدم عرضاً وافياً لأهم الأخبار والقضايا الاقتصادية التي تعنى المهتمين والعاملين في الحقل الاقتصادي في مصر.
- نشرة P.P.R وهي نشرة تصدر نصف أسبوعية باللغة الإنجليزية، وتقدم عرضاً وافياً لأهم الأخبار والقضايا التي تنشرها الصحف الحزبية في مصر.

## التنظيم الإداري
هذا الجهد اليومي الذي يجعل الوكالة كخلية النحل.. يحقق أهدافه من خلال تنظيم إداري.. يوفر انضباط العمل ويلبي احتياجاته بمرونة وسلاسة.. ويؤدي إلى سرعة وسلامة الاتصال الإيجابي بين مختلف أجهزة وقطاعات المؤسسة ويقف على قمة هذا التنظيم رئيس مجلس الإدارة ورئيس التحرير الذي يرأس بحكم منصبه مجلس إدارة الوكالة.
ويتكون مجلس الإدارة من اثنى عشر عضوا بجانب الرئيس. يعين المجلس الأعلى للصحافة نصفهم بناء على ترشيح رئيس مجلس الإدارة. والنصف الآخر يتم اختيارهم بالانتخابات المباشرة من قبل العاملين بالوكالة ويختص مجلس الإدارة بوضع السياسات وخطط العمل والموازنات السنوية ومشروعات تطوير وتحديث العمل بالوكالة.
ويجتمع المجلس مرة كل شهر على الأقل ويتولى رئيس مجلس الإدارة اختصاصات المجلس أثناء عدم انعقاده ويتولى بحكم القانون إدارة العمل اليومي للوكالة وتوجيهه.
ويشرف علي أنشطة الوكالة التحريرية واحد من أكبر مجالس التحرير في تاريخها حيث قرر رئيس الوكالة تمثيل كافة قطاعات التحرير في المجلس الذي شكله من (16) نائبا ومديرا ومستشارا للتحرير؛ يجتمع المجلس يوميا لمدة ساعة يتم خلالها بحث خطة العمل ليوم الاجتماع والخطط المستقبلية، إلي جانب بحث أي مشكلات تعوق مسيرة العمل وحلها أولا بأول.
وحاليا، يترأس مجلسي إدارة وتحرير وكالة أنباء الشرق الأوسط الأستاذ/ أحمد كمال الذي تولى المنصب في إبريل عام 2024 بعد خلفه الأستاذ علي حسن.
ويدير رئيس مجلس الإدارة العمل اليومى من خلال 10 قطاعات يتضمنها التنظيم الإداري للوكالة منه 6 قطاعات تختص بالعمل الصحفى، و4 قطاعات خاصة بالإدارة.
وقطاعات العمل الصحفى هي
قطاع الأخبار. قطاع التحرير. قطاع النشرات. قطاع المكاتب الخارجية. القطاع الاقتصادى. قطاع التحرير المصور.... ويعاون رئيس مجلس الإدارة في هذا المجال «مجلس التحرير» الذي يتولى متابعة العمل اليومى في هذه القطاعات ويتم تشكيله بقرار من مجلس الإدارة ويضم نخبة من الصحفيين يجمعون بين الخبرة والكفاءة المهنية
أما قطاعات الإدارة فهي
قطاع الشئون المالية والإدارية. القطاع الهندسي. القطاع التجاري. قطاع التفتيش
كما يتضمن التنظيم الخاص بوكالة أنباء الشرق الأوسط «الجمعية العمومية» وهي تتكون من 30 عضوا يتم اختيار ثلثهم بالانتخاب المباشر من العاملين بالوكالة.. والباقون يتم تعيينهم بقرار من المجلس الأعلى للصحافة بناء على ترشيح رئيس مجلس الإدارة
وتختص الجمعية العمومية بمتابعة أداء مجلس الإدارة واعتماد خطط وبرامج العمل والموازنات السنوية والموازنات التخطيطيه للوكالة
يضم الهيكل الرئيسى للوكالة عددا من القطاعات، في تنظيم مرن يضمن حسن سير العمل وانتظامه، وهي تشمل قطاعات التحرير المختلفة بالإضافة إلى القطاعات الإدارية والهندسية والتجارية

## مكاتب الوكالة
تبلغ عدد مكاتب وكالة أنباء الشرق الأوسط 38 مكتباً، موزعين على قارات أفريقيا، أوروبا، آسيا وأمريكا الشمالية كالتالي:
- الوطن العربي

بيروت، دمشق، بغداد، الكويت، الرياض، أبوظبي، صنعاء، عمان، غزة، الخرطوم، طرابلس، تونس، الجزائر، الرباط، نواكشوط، رام الله.
- أفريقيا

نيروبي، أديس أبابا، داكار، جوهانسبرغ.
- أوروبا والولايات المتحدة

واشنطن، نيويورك، لندن، باريس، موسكو، برلين، روما، جنيف، سراييفو، أثينا، بروكسل.
- آسيا

إسلام أباد، أنقرة، بكين، جاكرتا، نيودلهي.
أهداف الوكالة:
كانت أهداف وكالة أنباء الشرق الأوسط منذ نشأتها وحتى الآن هي:
- الحصول على الأنباء من مختلف المصادر الداخلية والخارجية وبثها وتسويقها، باعتبارها وكالة أنباء إقليمية.
- الحصول على الأنباء العالمية والمحلية وتصنيفها وإصدارها وتوزيعها بما يضمن سرعة وصولها صادقة كاملة إلى من يحتاج إلى هذه الخدمة.
- تحليل الأنباء والمعلومات وإعداد التعليقات والدراسات بما يهم الرأي العام المحلي والعالمي، وإصدارها وتسويقها بشتى الوسائل.
- استخلاص اتجاهات الرأي العام من مختلف المصادر.
- إعداد مختلف المواد الصحفية من تحقيقات وصور وأبحاث ودراسات وتسويقها في الداخل والخارج.
- إصدار النشرات النوعية المتخصصة باللغة العربية واللغات الأجنبية في شتى المجالات التي تهم المشتركين.
- تقديم الخدمات الإخبارية الخاصة لوكالات الأنباء العالمية ولمراسلي وسائل الإعلام المقيمين بالقاهرة أو بالمنطقة.
- تقديم خدماتها الفنية من خلال ثلاثة أقمار صناعية للمشتركين ووكالات الأنباء.
- تقديم خبراتها الصحفية الفنية لوكالات الأنباء الوطنية في العالم العربي وأفريقيا ودول العالم الثالث.
- إعداد وتسويق الأفلام التلفزيونية الإخبارية عن الأحداث المحلية والعالمية.
- تبادل خدمات الوكالة مع أجهزة الإعلام المحلية والعالمية، وذلك عن طريق عقد اتفاقيات التبادل والاشتراك والنقل والتسويق.
- القيام بخدمات لأجهزة الدولة والوزارات وذلك عن طريق مكاتبها ومراسليها في الداخل والخارج.